# Castianeira cubana
Castianeira cubana är en spindelart som först beskrevs av Banks 1926.  Castianeira cubana ingår i släktet Castianeira och familjen flinkspindlar. Inga underarter finns listade.